# Paropioxys similis
Paropioxys similis är en insektsart som beskrevs av Schmidt 1919. Paropioxys similis ingår i släktet Paropioxys och familjen Eurybrachidae. Inga underarter finns listade i Catalogue of Life.